# ドンキーコング トロピカルフリーズ
『ドンキーコング トロピカルフリーズ』（DONKEY KONG: TROPICAL FREEZE、Donkey Kong Country: Tropical Freeze）は、任天堂より2014年2月13日に発売されたWii U用ゲームソフト。前作と同じく開発は任天堂の子会社であるアメリカテキサス州のレトロスタジオ。アメリカ・ヨーロッパでは2014年2月21日に発売。

## 概要
「Nintendo Direct @E3 2013」で発表された『スーパードンキーコング』シリーズの最新作。前作の『ドンキーコング リターンズ』から約4年振りの続編であり、基本的にゲームシステムは前回とほぼ同じ。シリーズ初のHD対応により、ドンキーたちの毛並みはリアルになり、ステージの背景やカメラワークなどの表現力も増している。前作のWii版に引き続いてのWiiリモコン（横操作やヌンチャクも可）や、Wii U GamePadでの操作となる。
発売時期は欧米では当初2013年12月発売予定だったが、同国で10月1日にネット配信された「Nintendo Direct 2013.10.1」内で今作の最終調整に時間が必要なため、発売時期を2014年2月に延期すると発表した。日本国内は欧米より少し早い2014年2月13日に決定した。
「Nintendo Direct mini 2018.1.11」で追加要素を加えたNintendo Switch版が発表され、2018年5月3日に発売された。

## システム
基本的に前作とほぼ同じだが、カメラアングル機能で横だけでなくステージによってはカメラが縦に移動したり回転したりなどの迫力が楽しめる。今作では水中ステージが復活し泳ぐことができるが、水中にいる間はライフの横に酸素ゲージが付き、酸素が無くなる前に息継ぎをしなければならない。泡を取るとゲージが回復する。また、水中にいる敵キャラクターに攻撃することができるようになった。バナナを100本集めると必殺技を発動させることができ、これを使うとドンキーとバディがお互いの手でタッチするモーションが入り、画面上にいる敵がアイテムに変わる（アイテムは発動時のバディによって異なる）。

### アクション
上記の通り、水中で敵に攻撃ができるアクションや『スーパーマリオUSA』のような道具や仕掛けを引き抜いたり、敵を持ち上げて投げたりすることができるアクションが新たに追加された。これは本作のプロデューサーである田邊賢輔が『スーパーマリオUSA』（『夢工場ドキドキパニック』）でゲームデザインを手がけていたことによる。『ドンキーコング リターンズ』から搭載されたコングロールを水面上で行うと『スーパードンキーコング3』で登場したディンキーコングが得意とする水切りジャンプと同じようなアクションが行える。

## ストーリー
今日はドンキーコングの誕生日パーティー。ドンキーコング、ディディーコング、ディクシーコング、そしてクランキーコングがそろってお祝いムード真っ只中でいると突如、北の海からバイキング集団のザ・スノーマッズが来襲してきた。彼らが発生させた突然の猛吹雪でドンキーたちはあっという間にはるか遠くへ吹き飛ばされ、常夏の南国だったドンキーコングアイランドは一瞬で雪と氷の世界へと変えられてしまった。乗っ取られたドンキーコングアイランドを取り戻すため、コングファミリー4匹の冒険が始まる。

## 登場キャラクター

### 操作キャラクター
プレイ人数は2人で1Pがドンキーコングかファンキーコング（Switch版のみ）、2Pはディディーコング、ディクシーコング、クランキーコングである。前作と同じく必然的にドンキーが常に1P側の主要キャラクターであり他のメンバーは2P（バディ）として操作する。そのため『スーパードンキーコング2』のようにディディーとディクシーがコンビを組むことは不可能でSwitch版ではドンキーとファンキーが組むこともできない。
ドンキーコング
声 - 長嶝高士
本作の主人公のゴリラ。主に1P側が操作する。ハンドスラップやローリングアタックなどの前作のアクションが可能。体が重く、バディがいないとジャンプ性能に難があるがボートでジャンプした際には他のキャラクターよりも水中へ沈むためドンキーでないと取れないアイテムが存在する。
ディディーコング
声 - 鈴木勝美
ドンキーの相棒のチンパンジー。1Pのみだとドンキーの背中に乗って移動する。背中のバレルジェットで少しのあいだ浮くことができ、水中ではバレルジェットで加速する。前作同様、2P側で単独で操作でき、「ピーナッツ・ポップガン」も使用できる。
青の「DD」バレルから登場する。
ディクシーコング
声 - 笹島かほる
ディディーのガールフレンド。本編内では『スーパードンキーコング3』以来の復活であり、ドンキーとコンビを組むのはシリーズ初。1Pのみだとドンキーの背中に乗って移動する。ポニーテールを回転させて少し上昇することができ、水中ではスクリューのように回転することで水の流れに逆らうこともできる。2P時に使用できるウェポンは「ガムボール・ポップガン」。
ピンクの「DX」バレルから登場する。
クランキーコング
声 - 長嶝高士
かつてマリオと戦った初代ドンキーコングであり、現在のドンキーコングの祖父。アクションゲームでは初のプレイアブル化である。杖で地面を突いて跳ねることができ、大ジャンプしたりダメージ判定のあるトゲなどの地面を無傷で渡ることや、通常踏んで倒せない敵キャラクターを杖で倒すことができる（炎に包まれているキャラクターを除く）。また、プレイアブルキャラクターの中で唯一水中で攻撃ができる。2P時には杖から入れ歯を発射する「デンタル・ポップガン」を使用できる。
黄色の「CK」バレルから登場する。
ファンキーコング
声 - 土屋トシヒデ
サーフィンが得意なエンジニアのコングで、ドンキーコングの親友。冒険に出たクランキーコングの代わりに、自身の飛行機を改造したショップ「フライ・アンド・バイ」でアイテムを売っている。口調が少し変わっており、一人称も「オレ」になっている。公式サイトのストーリー紹介では解説を務めている。
Switch版ではプレイアブル化。ダブルジャンプ、サーフボードを使ったホバリングにトゲ地帯の無効化、連続ローリング、水中での息継ぎ不要、ライフ多めなど様々なオリジナル能力を持っている。Switch版でもオープニングとエンディングには登場はしないが、ラストシーンのみ追加登場し、唯一ドンキーと絡んでいる。

### その他
おたすけピッグ / チョップス先生
前回の『ドンキーコング リターンズ』に初登場した、眼鏡をかけたピンク色のブタ。前回と同じく中間ポイントを担当しており、彼がいるその場を通り過ぎると旗を振り、中間セーブができる。1度ミスになるとその場から再開できる。
今回、フィギュアにて彼の名前が判明した。また、彼と同じ姿をした多くの仲間がいる。
トークス
Switch版のみ登場。ファンキーモードでファンキーに変わって店番をしている赤いオウム。

## 敵キャラクター
クレムリン軍団および前作に登場したティキ族は登場はせず（一部除く）、新たな悪役としてバイキング集団「ザ・スノーマッズ」が登場する。主に海賊に扮したペンギン、フクロウなどの鳥類やアシカ、セイウチ、シロクマなどの海獣のほか、魚、ウニ、クラゲなど海に関する生物が多く登場する。また、雪の結晶がザ・スノーマッズのシンボルマークになっている。

### スノーマッズ
各アイランドのステージに登場するスノーマッズ。多くがザ・スノーマッズの紋章を身につけている。
ペンガー
海賊に扮したペンギンの敵キャラクター。黄緑色と白色の縞模様のパンツを履いている。
亜種として色違いの赤色と白色の縞模様のパンツを穿いた「ペンガラン」。ヘルメットを被った「ヘルムペンガー」。角付きの兜を被った「ホルムペンガー」。ホルムペンガーが盾を装備した「バクラペンガー」。弓で 凍った魚を撃ってくる「スナイペンガー」。赤いスナイペンガーの「スナイペンギー」。爆弾を持った赤いペンガーの「ボムペンギー」がいる。
また大型種としてモヒカン頭の「ペンゴー」、槍で攻撃してくる「ヤリペンゴー」、槍と角付き兜で武装した「ホルムペンゴー」、ミサイルのごとく飛んでくる「エアペンゴー」、角笛から凍った魚を発射する「ホーンペンゴー」がいる。
ジョビット
モルモットかウサギのような敵キャラクターで、ジャンプをしながら移動する。
亜種としてヘルメットを被った「ヘルムジョビット」がいる。また大型で衝撃波を出す「ジャビット」と、爆弾を投げる「ボムジャビット」がいる。
レミングトン
トゲ付きの車輪に入り、地形に沿って移動するネズミのような敵。
タルやヘルムペンガーを当てるか、クランキーコングの「杖ジャンプ」、ファンキーコングの踏み付けなら1回で倒せる。ハンドスラップをすると気絶するが、足場の底部を移動している時にハンドスラップすれば 落とす事が可能。
コウル
常に飛んでいるフクロウ。踏んで倒せる。
亜種として時々炎を纏い火の玉を発射する「ファイアコウル」。青い炎を纏った「バーンコウル」。タマゴの殻を被った「シェルムコウル」。角がついた兜を被った「ホルムコウル」。大型の「ジャウル」。ヘルメットを被った「ヘルムジャウル」がいる。
ウォラス
セイウチのような敵キャラクター。
亜種としてヘルメットを被った「ヘルムウォラス」。ヘルメットと盾で武装した「バクラウォラス」 。凍った魚を 3匹連続で投げて攻撃する「フィッショウォラス」。ハリセンボン付きの棍棒と角付き兜で武装した「ウォリウォラス」がいる。
ペンガッチャ1号
ペンガランが操縦するロボット。棘付きのハサミのような手を伸ばしたり、エアペンゴーを発射して攻撃してくる。「カラフル・フライト」にのみ登場。

#### ボスキャラクター
各アイランドのボスステージで戦うボス。いずれもザ・スノーマッズの紋章を身につけている。今作のボスはいずれも3回ダメージを与えるごとに攻撃パターンが3段階に変わる。パンパップー、バッシュマスター以外はいずれもトゲ付きの兜を被っており、直接踏むことは不可能。頭以外か、兜が外れた瞬間を狙う必要がある。
ポンピー
マングローブアイランドのボス。巨大なアシカ。ハーフパイプ状のステージを滑って体当たりする他、場外から敵を投げてくる。体力が減ってくると急降下攻撃も繰り出す。ザ・スノーマッズの幹部の一人で、サーカス団の団長。
スカール
オータムアイランドのボス。ザ・スノーマッズの幹部の一人でもある巨大なフクロウ。羽を飛ばしたり、コウルを呼び出す他、氷の球を投げる。体力が減ってくると卵を連続で落としてくる。
バブーンブラザーズ
サバンナアイランドのボス。ザ・スノーマッズの幹部を務める3匹のマントヒヒのような忍者の兄弟の敵。ロープでぶら下がっての体当たりや、爆弾投げなどをしてくる。残り1体になると青色の分身を作り出す。
パンパップー
オーシャンアイランドのボス。ザ・スノーマッズの幹部の一人とされる巨大なハリセンボン。水中で戦うことになる。水を飲み込むことで大きくなったり小さくなったりしながら、吸い込みやザコ敵飛ばし、体当たりなどを繰り出す。全身に棘が生えており触れるだけでダメージを喰らってしまうが、尾びれ付近はトゲが生えておらず無防備。時折体を画面手前に向ける形で無防備な尾びれを隠すことがある。
バッシュマスター
ジューシージャングルアイランドのボス。ザ・スノーマッズの幹部の一人で、工場長。トゲのついたハンマーを持ったシロクマ。ハンマー攻撃の他、氷ブロックを飛ばしたり、急降下で衝撃波を起こす。体力が減ると氷塊弾を飛ばしてくるようになる。トゲ付きの兜を被っていないが、代わりにハンマーを頭上に掲げることで防御している。
ロード・フレドリック
ドンキーコングアイランドのボスで今作のラストボス。ザ・スノーマッズの首領。オープニングで巨大な角笛銃から冷気弾を放ち、ドンキーたちを吹き飛ばした。戦闘は元いた場所が氷の床だったためドンキーや自分の着地の衝撃で割れ、下にある溶岩に浮いた足場の上で戦う。角笛銃から弾や敵、ドラゴン型の冷気弾を飛ばすほか、巨体を生かした突進やジャンプ攻撃も仕掛ける。

### その他の敵キャラクター
ザ・スノーマッズとの関連性はないが、ドンキーたちの冒険を邪魔してくる各アイランドの敵キャラクターたち。前回の『リターンズ』に登場した敵キャラクターたちもいる。

#### 前作にも登場した敵キャラクター
さけぶ柱
ティキ族の一員で、頭に火が点火している柱の形をした敵キャラクター。その名の通り、ドンキーたちが通り過ぎようとすると叫びながら倒れてくる。
クサモドキ
近付くといきなり動き出しての不意打ちを仕掛けてくる、草に擬態した敵。本作では体が大きい「オオクサモドキ」も存在する。
前作では ハンドスラップは効かなかったが、今作では「オオクサモドキ」も含めて ハンドスラップすれば気絶させる事が可能。
コチョッキー
黄色いカニ。タイトル画面のみの登場で本編の敵として登場しない。
ラングィ
水面からドンキーたちを食らおうと飛び出してくるサメ。今回は水中に潜っていると追いかけてくる上、スイムスピンでは倒せず返り討ちにされる。クランキーコングの「杖ジャンプ」なら 1回踏んで倒せるが、前作と同じく タルを当てても倒せる。
メガコモリン
コモリンファミリーの主である巨大コモリン。本作は敵ではなく「6-4」の「雪玉のどうくつ」の背景として登場。凍りついて動けなくなっているが、目と口だけが動いている。
スパイダーノ
前作のフォレストエリアに出現した 茶色のクモの敵。敵としては登場せず、「6-5」の「スノーフォレスト」にて 氷漬けにされている。
一方、紫色のクモのスパイダーニは 登場しない。
ロボットハンド
ファクトリーエリアに鎮座する大きな目玉のロボット。前作では、ドンキーコングたちを見つめながら移動して工場の装置を動かしていたが、今作では氷漬けにされ機能を停止している。
デンキボール
前作にも登場した、紫色の電気を帯びたボール型ロボット。上記の「ロボットハンド」とは違い普通に動いており、今作でも敵キャラクターとして登場する。中にはツタを感電させることができる個体もいる。今作では背景と同等の扱いの敵キャラクターとなっており、タルで攻撃しても貫通してしまう上に、直接触れても貫通してしまう。どの個体も、コングたちを常に見続けながら移動する。
マグリー
前作のエリア1のボスとして登場した、食いしん坊な黄色のカエル。おまけの「ジオラマ」フィギュアにて氷漬けにされている。

#### 今作で登場した敵キャラクター
バーディー
よたよた歩くピンク色のドードー鳥。首に浮き輪を着けており、普通に倒せる。
ランバーディー
青いバーディー。その名の通り ドンキーたちを見つけると、急に走り出す。こちらも浮き輪を首に着けている。
ボップタトラ
青色のカメの姿をした敵。ゴーグルを着用している。踏みつけて倒すことはできないが、ヘルムペンガー同様転ばせて持ち上げることが可能。水上を移動しているものもいる。ローリングアタックと、クランキーコングの「杖ジャンプ」で踏めば1発で倒せるが、水面を泳いでいる個体はスイムスピンで攻撃すれば1発で倒せる。
ソルトヘイター
黄色いナメクジの姿をした敵。足場の上のみならず、底部も這いまわっている。底部を這いまわるものは、ハンドスラップで落とすことが可能。
モノクル
その名の通り、モノクルをかけたトンボのような敵。決まったルートを直線的に移動する。
ホッパー
緑色のバッタ。ひたすらその場でジャンプを繰り返す。
コース「1-B」でのみ、ジャンプしながら移動するタイプも登場する。
パクリィ
天井からぶら下がった緑色の植物。ドンキーたちが下を通ると噛みついてくる。タルを当てても倒すことはできないが、頭上にある足場に乗ることが可能。
ラットール
赤いネズミのような敵。普段は2本足で歩いているが、ドンキーたちを見付けると4本足になって向かってくる。
「2-B」のロケットバレルコースにも登場するが、ここが彼らの本拠地となっている。
フレイムホッグ
鼻から火炎弾を放つ豚。3回踏まなければ倒せない。タルなら1発で倒せる。ラットールとは仲が良い模様。
バーニンポーキュ
小さいハリネズミのような敵。背中の針は全然鋭くないため、踏めば倒せる。しかし、ドンキーたちを見つけると炎を纏って攻撃してくる。炎を纏っている間に触れるとダメージを受ける。青い「山盛りフルーツ」を投げて攻撃すれば、いつでも倒すことが可能。
ヘルベンター
紫色の水牛。猛烈な突進攻撃を繰り出してくる。ローリングアタックするか、壁にぶつかると仰向けになって気絶する。この時に お腹を3回踏むと倒せる。
マスク・ド・スゥーパー
名前の通り、仮面を着けている白い鳥。急降下しながら攻撃してくる。
バクリィ
赤色の植物。口の開閉を繰り返しており、口を閉じている間なら踏みつけることができるが、口を開けている時に踏むと噛みついてくる。
ホラーギルス
ロケットバレルやトロッコのステージにのみ出現する巨大魚。水の中から飛び出して襲いかかってくる。水色のものと紫色のものがいる。
フィンリー、フィンレー
水色の魚。多くのステージの水中に出現する。フィンレーは体色が赤く、フィンリーより動きが早い。
ゴルドー
紫色の大きい魚。スイムスピンを3回当てなければ倒せない。ポンピーが投げてくることがある。とあるステージで空中を泳いでいるが、トロッコに乗りながら1回踏めば倒せる。
プッパッポン
黄色いフグ。膨らんだり萎んだりを繰り返す。萎んでいる間でなければ倒せない。
クランキーコングの「杖アタック」なら、膨らんでいる時でも1回で倒せる。
シーソウ
黄色いノコギリザメのような敵。棘が生えた鼻があるため、正面からの攻撃は通用しない。
クランキーコングの「杖アタック」なら、正面からでも倒せる。
エレキール
電気を蓄えた電気ウナギ。ワープで場所を変えながら周囲に電撃を飛ばす。放電していない時ならスイムスピンで倒せる。
ピッカリン
クラゲ。淡い光を発しながら水中を移動する。スイムスピンでは倒せないが、「必殺技」でアイテムに変える事が可能。
キラングィ
黄色いサメ。前作のピョングィに似ているが、飛び出してくることはなく、水の中でしか移動しない。
こちらを追いかけて来るが、クランキーコングの「杖アタック」なら 1回で倒せる。
トゲーニ
水中を移動する紫色のウニの敵。ポンピーが投げてきたり、パンパップーが吐き出してきたりすることがある。
ポンピーが投げる個体のみ、クランキーコングの「杖ジャンプ」と ファンキーコングの踏み付けでも倒せる。
ドン・ズナーマ
巨大なナマズのような魚。襲いかかってくることはなく、あるステージの背景に現れる。
エンペラータコラ
オーシャンアイランドに出現する巨大なタコ。呑み込まれると即死の墨でドンキーたちを追い上げたり、足を使って攻撃したりしてくる。ステージの最後にある巨大な機雷を落とすことで倒せる。
前作の「キングタコラ」に瓜二つの外見だが、仲間同士なのかは不明。
ビッグジョー
大きい緑色の魚。ポンピーが投げてくることがある。後にロケットバレルステージなどにも出現するが、体が更に大きな個体が出現。
シェリー
パンパップーと戦闘を行う部屋の床や天井に群れている巻貝。ある程度戦闘を進めると、はがれ落ちて邪魔をしてくるようになる。はがれ落ちてもすぐに新しいシェリーが出てくる上に、倒すことはできない。
バルーンフィッシュ
パンパップーが吐き出すことがある丸い魚。スイムスピンで跳ね飛ばすことができ、パンパップーにぶつけることが可能。
ベリザード
大きな赤い実を背負った水色のトカゲのような姿をした敵。ジャンプ台代りに使用できる。タルやヘルムペンガーを当てるか、ローリングアタックすると倒せる。
ベノ
黄色い毒の泡を放ちながら走るイモムシ。天井を移動しているものは毒の泡を落としてくる。
ソルトヘイターと同じく、足場の底部を移動している時に ハンドスラップすれば落とせる。ローリングアタックすると 毒のせいで必ずダメージを受けるが、ハンドスラップで気絶した時ならローリングアタックで倒せる。
ビーク
棘だらけの実に乗った黄色い鳥の敵。実から噴き出す毒で大きくジャンプする。ビークが大ジャンプ中に下を通過しようとすると、毒のせいで必ずダメージを受ける。
ブーン
茶色いハチ。ドンキーたちを見つけると追いかけてくる。踏んでもローリングアタックでも倒せるが、中には巣から何度も出てくる場合もある。掴まれる草を運んでいる者もいるが、こちらは体の模様が紫色で少し体が大きい。
バクリザウルス
ジューシージャングルアイランドに生息する怪植物。舌を長く伸ばして、ドンキーたちを捕食しようとしてくる。3回踏まないと倒すことができない。食べられてしまった時にコントローラーを振るかボタン連打で大暴れしても倒せるが、この際にも「3回分の攻撃」を与えて倒すことが可能となる。

## 冒険の舞台とステージ
今作は6つの島を巡りながら前作には無かった水中ステージや氷のステージなど様々なステージを冒険していく。各地の島に潜むザ・スノーマッズを倒しながら最後の島である氷漬けにされたドンキーコングアイランドを目指す。1つの島に冒険する6 - 7つのコースとボスステージが存在し、島ごとに「K・O・N・Gパネル」を全て集めるとボーナスコースが出現する。過去作からのアレンジBGM（または原曲）が収録されているステージが存在する場合、ステージ名横に詳細を記載する（アレンジBGMが複数ステージで使用されている場合は最初に流れるステージのみ記載）。

### マングローブアイランド
最初に探検するマングローブの生い茂る島。最初ながら水中ステージやトロッコステージなどチュートリアル的な要素も含んでいる。
1-1「マングローブのいりえ」
本作最初のコース。水中ステージがあったりと、一通り仕掛けは揃っている。
1-2「なんぱ船アドベンチャー」
難波船の中を巡ったり、水中深くまで進むステージ。
1-3「トゲトゲのたき」
ステージ途中のある場所に設置してある蓄音機を叩くと『1』のタイトル画面のテーマがそのまま流れる。
1-4「ツイスタートロッコ」
ジャングルの中をトロッコで駆け抜ける。飛行機やコンテナなどの障害物が登場する。
1-A「ゴーゴー!ジップライン」
ジップラインを活用して、ジャングルの中を進んでいく。
1-B「きりの森」
コース全般が霧に包まれ、影絵しか映らないステージ。『スーパードンキーコング2』に同名のコースがあるが、関連性はなく、ボーナスステージは無い。
1-K「バインラビリンス」
至る所に敵やトゲが潜み、ツタを使って超えていく。「○○ラビリンス」とつく名のコースについては、前作と同じくボーナスステージやKONGパネル・中間ポイントは無い。『1』のジャングルステージ「バナナジャングル」の後半部分のアレンジが流れる。
1-ボス「サーカスの団長 ポンピー」

### オータムアイランド
森林や山、田舎町などのある島。
2-1「おち葉まう風車の林」
風車の羽にある足場を活用し、のどかな風景を進んでいく。後半は崩れる足場がメイン。
2-2「お山をダッシュ!ランビ」
アニマルフレンドのランビが本作のコースにここで初登場。溶岩や噴火に当たると逃げてしまう。
2-3「ホルンがひびく森」
大きなホルンから噴き出す風の仕掛けが待ち受けている。ステージ終盤に大きなホルンの中へ入って進んでいく。足場の落ち葉も登場。
2-4「ぎりぎりノコギリトロッコ」
障害物となる回転ノコギリをトロッコやカヌーで乗り越えていく。後半は巨大ノコギリが後ろから迫ってくる。
2-5「バンチバルーンブリッジ」
足場が少ないコースをバルーンにぶら下がった足場やツタを使って乗り越える。
2-6「リンゴーンジップライン」
黒いベルを鳴らしながら、障害物を壊してジップラインを進む。この黒いベルを鳴らさないと強制的にミスとなるが、金のベルは鳴らすとバナナコインまたはバナナが出る。
2-A「ツタがだらりん 水もれどうくつ」
2-5と同じく、足場が少ないコースを至る所に潜むツタやタル大砲を使って進む。『1』の洞窟ステージ「クレムリンのどうくつ」のアレンジが流れる。
2-B「飛び出せ!チーズじごく」
前作に登場したロケットバレルが本コースで初登場。コース名の通り、チーズのかたまりなどが主な障害物となる。ラットールの住み家。
2-K「ふみふみラビリンス」
コウルやジャウルなどの敵を踏みながらジャンプしつつ、コースを進めていく。『1』のジャングルステージ「バナナジャングル」のアレンジが流れる。
2-ボス「お山の大将 スカール」

### サバンナアイランド
サバンナや渓谷のある島。
3-1「サバンナパレード」
前作の「ミュージックファクトリー」とほぼ同じく、BGMに合わせながら踊っている足場や木々の上に乗り進んでいく。中盤からサバンナに生息するキリンなどをデザインした足場やツタが登場する。
3-2「ローリングスパイキーナッツ」
トゲ付きの木の実を避けつつ、足場となるフラワーを活用する自然あふれるコース。ステージ終盤に巨大な木の実が背後から襲い掛かるため、触れると即ミスになる。
3-3「負けるなランビ!トルネード」
砂嵐で霞み、所々で竜巻や強風・落雷が待ち受ける悪天候のステージをランビに乗って突破していく。
3-4「ヘルファイアサバンナ」
燃え盛る炎のサバンナを、フルーツで周囲の火を消しながら進む。さけぶ柱も登場。
3-5「月夜の巨大魚!ロケットバレル」
ホラーギルスが多く飛び出てくる夜の洞窟の中をロケットバレルで進む。ステージ冒頭で『2』の茨ステージ「とげとげタルめいろ」のアレンジが流れる。
3-6「タルたいほうキャニオン」
多数の爆弾が潜んでおり、それをタル大砲などで越える。ボーナスステージは2か所あるうちの1か所は爆弾で破壊しなければ入れない。
3-A「カチッとスイッチ!しかけの谷」
ステージ名の通り、様々な仕掛けが待ち構えるスイッチを作動させながら進める。
3-B「イバラパニック」
トゲなどの仕掛けが多いイバラの道。
3-K「ペンデュラムラビリンス」
至る所にトゲや電撃バーが潜む。
3-ボス「お命ちょうだい!バブーンでごザル」

### オーシャンアイランド
陸地が少なく、ほぼ全体に海が侵食している島。
4-1「めざめた海底いせき」
ほぼ全編にわたり海中を進めていくが、ところどころにトゲなどの危険な仕掛けが待ち構えている。酸素メーターが減らないように泡を触れながら酸素を補給するのがコースクリアの鍵を握る。『1』の水中ステージ「サンゴの海」のアレンジが流れる。
4-2「レフト・ライト・トロッコ」
画面が俯瞰・斜め・横に切り替わりながら、トロッコに乗って駆け抜ける。画面が俯瞰と斜めになった際、障害物へ当たらないよう左右にレールへ乗り換える操作がポイントになる。
4-3「しんぴの深海」
水中に潜っている間は影絵しか映らないため、触手やトゲなどの仕掛けを避けながら進めていく。メトロイドが遠景にて海中を泳いでいる場所があり、出現場所を一度通過して一定距離を進んでから引き返さなければ出現しない。発売から約4年後に発見され話題となった。
4-4「いかりの8本足」
ステージ中盤で巨大ダコのエンペラータコラに追いかけられるが、ゴール手前に到着すると機雷の鎖を切って倒す。エンペラータコラから吹き上がる墨に飲み込まれた時点で、ダメージに関係なく1ミスになる。『2』の船底ステージ「船ぞこダイビング」のアレンジが流れる。
4-5「スノーマッズ・トラップ」
敵から投げ込まれる爆弾や爆風などのトラップが多数待ち構える。
4-6「しょくしゅのうねる海」　
トゲトラップや敵、触手が多数待ち構える。
4-A「はねる!ラングィビーチ」
雷雨の中を水から飛び出るラングィに注意しながら進めていく。
4-B「ノーブレス!海底迷路」
このコースでは、水中にある宝箱を順番に開けながら進む。プッパッポンやドンキーたちを追いかけてくるキラングィが主な敵となる。
4-K「スピニングラビリンス」
至る所に待ち構えるトゲや仕掛けの多いコース。また、溶岩に触れると即ミスになる。
4-ボス「じごくのはりせんぼん パンパップー」

### ジューシージャングルアイランド
果樹園やフルーツ加工場などが設けられた島。
5-1「フルーツハーベスト」
果樹園で収穫作業中のアームとトゲ付きの果実を避けつつ、滑車をうまく操りながら進む。
5-2「カラフル・フライト」
巨大な果実を裁断している加工場の外側と一部の内側をロケットバレルで進む。主にペンガッチャ1号の妨害を躱していく。
5-3「きょうふのスーパースライサー」
フルーツの加工を行っている裁断機と粉砕機を避けつつ、加工されるまたはされたフルーツを足場にしながら進む。
5-4「パタパタパネル」
ハンドスラップで回転するパネルと加工される果実、スライサーをくぐり抜けながらジュースの製造区画を進む。中盤からは別の要因で回転するパネルの上を進んでいく。
5-5「ゼリートランポリン」
上に乗ると飛び跳ねるゼリーを製造している区画を進む。このゼリーの中には何かが入っている場合があるが、隣接しているゼリーで飛び跳ねると飛び出してくる。中盤近くからは水色のゼリーで足場を手前の方に出しながら進んでいく。
5-6「ひんやりアスレチック」　
ゼリーを凍らせている区画を進む。そのため足場が滑る。中盤からはアイスキャンデーを足場にしていく。『2』の氷ステージ「こごえる地下すいろ」のアレンジが流れる。
5-A「ハニースイング」
振り子の要領で動くブーンの住処を跳び移りつつ進めていく。中盤にはブーンが運んでいる草に掴まりながら進む場面もある。
5-B「ジャムジャムスマッシュ」
出たり引っ込んだりする足場や粉砕機を潜り抜けながら進んでいく。裁断機を避けつつタル大砲で進む場面もある。
5-K「エレベーターラビリンス」
シャフトに沿って動く足場を乗り継いで進んでゆく。大きい足場は短く往復しているものと黒い部分を通っている時は回転して乗れなくなるものの2種類がある。小さい足場は一方通行のもの。
5-ボス「パワフルベア バッシュマスター」

### ドンキーコングアイランド
ザ・スノーマッズによって凍結となり、占領されたコングたちの故郷の島。道中のコースは前作『リターンズ』の各エリアがモチーフになっているが、エリア内では樽の上に乗った状態から開始している。
6-1「トロピカルフリーズ」
本作のサブタイトルを冠するコース。滑る足場や崩れていく足場と地形をくぐり抜けて進む。これらのギミックは以降のステージにも出てくる。モチーフはジャングルエリア。
6-2「いてつくビーチ」
入るとダメージを受けるほど冷たい海に浮かぶ凍りついた船の上を進む。モチーフはビーチエリア。
6-3「氷のいせき」
どんどん崩れていく凍りついた遺跡を進んでいく。モチーフはいせきエリア。
6-4「雪玉のどうくつ」
洞窟内を飛び交う雪玉や崩れたり突き出たりしてくる氷塊を躱しながらロケットバレルで進む。最後は巨大な雪玉（乗り物としてはトロッコ扱い）で転がりながら進んでいく。途中に凍りついたメガコモリンの姿がある。モチーフはどうくつエリア。
6-5「スノーフォレスト」
雪の結晶が舞う森をハンドスラップで動くバネ付き床で進んでいく。雪の結晶に触れるとダメージを受ける。氷漬けにされたスパイダーノたちの姿も見られる。モチーフはフォレストエリア。
6-6「クリフアバランチ」　
影絵しか映らないコース。雪崩に飲み込まれていく僅かな足場へと飛び移りつつ進んでいく。ボーナスステージは無い。モチーフはクリフエリア。
6-7「アイススパークファクトリー」
凍りついた工場を稼働させて動き出した仕掛けをかわしながら進む。床に長く乗ったりツタを傾け過ぎると感電してダメージを受ける場所がある。氷漬けにされたロボットハンドの姿も見られる。『1』の工場ステージ「オイルこうじょう」のアレンジが流れる。モチーフはファクトリーエリア。
6-8「メルティーボルケーノ」
沈んだり氷で作られてだんだん溶けていく足場をランビで駆け抜けていくが、急いで進みたい心理を逆手に取った場面が多い。モチーフはボルケーノエリア。
6-A「ダイナマイトダッシュ」
乗るとスイッチが入る起爆装置を足場にしつつ別の足場に素早く移りながら進む。
6-B「つららのとりで」
落下するつららを避けつつ不安定な足場を進んでいく。
6-K「スリップスパイクラビリンス」
滑る床と至る所にあるトゲに気を付けつつ進んでいく。
6-ボス「けっせん!ロード・フレドリック」

### ミステリーアイランド
全てのKコース（◯◯ラビリンス）クリアに加えてラスボスを倒すことで入れるようになる。KONGレターは無い。
7-1「マジックブロック」
遠くにあるブロックが飛んできて作る足場を進む。一定時間で戻るので素早く進まないといけないので難度が高い。
7-2「アクションチャレンジ」
トロッコとロケットバレルを挟みつつ狭い足場を敵を踏みながらのジャンプや壁のツタなど様々なアクションを用いながら渡っていく。
7-3「デンジャラストラベル」
一度乗ると壊れる飛行機と気流およびそれを纏う台に乗りながら進んでいく。終盤は高速飛行する飛行機に乗り障害物を躱しながら進む。

## 音楽
今作はレア社の『スーパードンキーコング』シリーズで音楽を担当したDavid Wiseが、最後に担当したGBA版『スーパードンキーコング3』から約8年振りに再び楽曲制作に参加することが発表された。
今作では前回と違って多くがオリジナルだが、『1』の海のステージや『2』の茨のステージなどのアレンジがある。詳しくは上記のステージ詳細を参照。